# Фануччи, Эдоардо
Эдоардо Фануччи (итал. Edoardo Fanucci) — итальянский политик, депутат.

## Биография
Эдоардо Фануччи родился в городе Пеша (в провинции Пистоя, региона Тоскана, Италии) 24 февраля 1983 года. Эдоардо получил среднее образование, окончив в 2000 году лицей «Coluccio Salutati» в Монтекатини-Терме. В 2005 году получил степень бакалавра делового администрирования в Пистое (Флорентийский университет). В 2008 году окончил факультет экономики и законодательства для бизнеса (Специализация: корпоративное налогообложение) в Университете Боккони в Милане (Италия). Является аудитором и приглашённым лектором по корпоративной экономике в Университете Неаполя «Парфенопа».
В 2004 году был впервые избран в городской совет в Монтекатини-Терме, а в период с 2009 по 2013 он был вице-мэром.
В декабре 2012 года баллотировался на праймериз Демократической партии в Парламент Италии — занял второе место в провинции Пистоя, набрав 3302 предпочтений — почти 30 % голосов. Состоял в политической коалиции «Италия. Общее благо».
В марте 2013 года Эдоардо Фануччи был избран в Палату депутатов Италии от Демократической партии по XII избирательному округу (регион Тоскана). Член парламентской комиссии по бюджету, казначейству и программированию.